# ピロプラズマ
ピロプラズマはアピコンプレックス門に属し、主に哺乳動物や鳥類の赤血球に寄生する単細胞真核生物の一群である。マダニ類によって媒介される家畜の病原体として警戒されているが、ヒトに対しても日和見感染を起こすことがある。感染した宿主動物は、貧血、黄疸、発熱、血尿などマラリアに似た症状を示し、死亡に至ることも多い。ピロプラズマという名は細胞が赤血球中で梨形（pirum 梨 + plasm 形）に観察されることに由来する。分類学上はピロプラズマ目(Piroplasmida)をあてる。

## 生活環
マダニを終宿主、哺乳類や鳥類を中間宿主とするが、生活環全体が明らかになっている種は多くない。以下ではピロプラズマに共通していると考えられる基本的な生活環を示すが、種によって様々な差がある点を意図的に省略している。

ネズミバベシアの生活環

マダニが宿主から吸血する際に、唾液中のスポロゾイト(sporozoite)が中間宿主の血流中に放出されて感染が成立する。ピロプラズマは赤血球へと侵入して二分裂により増殖し、生じたメロゾイト（娘虫体、merozoite）が赤血球を破壊して次の赤血球へと感染を繰り返す（メロゴニー）。これによって中間宿主は症状を呈することになるが、マラリア原虫とは違ってメロゴニーは同調していない。
いっぽう、赤血球中で増殖をしない生殖母体（ガメトサイト、gametocyte）への分化が起こり有性世代が始まる。ダニが感染宿主から吸血すると、メロゾイトは消化されてしまうが、生殖母体は雌雄の生殖体（配偶体、gamete）へと分化して接合を行う。接合子(zygote)には運動能があり、囲食膜から脱出し、消化管上皮細胞に侵入してから減数分裂を行ってキネート(kinete)へと分化する。キネートは血リンパへ脱出して唾液腺に到達する。唾液腺では多核で不定形のスポロント(sporont)・スポロブラスト(sporoblast)へと分化してダニの脱皮を待つ。脱皮したダニが宿主から吸血すると、スポロゾイトが生じて再び中間宿主へと移行する。

## 分類
アピコンプレックス門無コノイド綱ピロプラズマ目とする。伝統的に大型のバベシア科と小型のタイレリア科に2分するが、これは生物の系統を反映していない。またBabesia属やTheileria属は多系統的であることが明らかになっている。以下に病原体として重視されている種を例示する。
バベシア Babesia
牛などに寄生するアルゼンチナ病の病原体 牛バベシアB. bovis、ダニ熱の病原体 フタゴバベシアB. bigemina、大型ピロプラズマB. ovata、馬などに寄生する大形馬バベシアB. caballi、犬などに寄生する犬バベシアB. canis、ギブソン犬バベシアB. gibsoni、ウシのみでなくヒトにも寄生する多型バベシアB. divergensなどが重要な種である。またネズミだけでなくヒトにも寄生するネズミバベシアB. microti、馬に寄生する小形馬バベシアB. equiも重視されているが、真のBabesia属とはそれぞれ異なる系統に属することが示されている。
タイレリア Theileria
東沿岸熱タイレリアT. parvaはアフリカにおける牛および水牛の東沿岸熱の病原体であり、致死率が高く獣医学上極めて重要な種である。他に熱帯ピロプラズマ病タイレリアT. annulata、小型ピロプラズマT. orientalisなどが重視されている。
サイトークスゾーン Cytauxzoon
C. felisがネコの病原体として知られている。
Rangelia
R. vitaliiがイヌの病原体として知られている。

### 経緯
古くは原生動物門胞子虫綱血虫目に分類されていた。ごく初期にはAnaplasma属や近縁の諸属をピロプラズマに含めていたが、これらはリケッチア目に属する細菌であることがわかって取り除かれた。またダクチロソーマ科(Dactylosomatidae)はコクシジウム類の中のアデレア亜目に移された。
ピロプラズマは吸血性節足動物に媒介され、赤血球に寄生してこれを破壊し、宿主に発熱と貧血を引き起こすという類似点から、1950年頃までは広義の住血胞子虫と考えられていた。しかし明確な有性生殖が認められず、特に「胞子」に相当する形態（オーシスト、oocyst）を一切とらない点で、住血胞子虫と区別されるようになった。胞子虫が解体される傾向の元でピロプラズマも全く系統の異なる生物だと考えることが多くなり、1964年の合意体系では肉質虫の中に移されているほどである。しかし電子顕微鏡観察によってアピカルコンプレックスという共通の細胞構造が見出されると、ピロプラズマと住血胞子虫は無性世代においてコノイドを欠くという共通点で無コノイド綱にまとめられた。